# Ring Nord (Skagen)
 For alternative betydninger, se Ring Nord. (Se også artikler, som begynder med Ring Nord)
Ring Nord  ofte benævnt ON eller Ring N er en ringvej der løber halvvejs rundt omkring Skagen.
Vejen består af Kattegatvej ON Buttervej ON – Bøjlevejen ON.
Ring Nord skal være med til at få den voksende ferietrafik, der skal op til Grenen, ført uden om centrum, så Skagen-by bliver aflastet for gennemkørende trafik. 
Ringvejen er med til at fordele trafikken ud til indfaldsvejen Frederikshavnvej (primærrute 40) der går mod Frederikshavn, samt Fyrvej der går mod Grenen..